# .ma
ma. هو نطاق المستوى العلوي (country code top level domain : ccTLD) المخصص لدولة المغرب. وتتم إدارته من قبل الوكالة الوطنية لتقنين المواصلات (ANRT).

## التاريخ
في عام 1993، وافقت أيانا (الأرقام المخصصة لإنترنت السلطة) على طلب تفويض النطاق "ma." لصالح قسم تكنولوجيا المعلومات في المدرسة المحمدية للمهندسين. وفي عام 1995، تكلف المتعهد التاريخي المثمتل في اتصالات المغرب بالإدارة القانونية والتقنية للنطاق "ma." ومازالت مدبرا غير رسمي له.
في 12 مايو 2006، جعلت أيانا الوكالة الوطنية لتقنين المواصلات (ANRT) المسجل الرسمي الوحيد للنطاق "ma.".

## نطاقات المستوى الثاني
يمكن أن يتم التسجيل مباشرة في المستوى الثاني، أو في المستوى الثالث تحت هذه الأسماء:
- .المغرب: الاستعمال العام
- .ma: الاستعمال العام
- net.ma: مزودو الإنترنت
- ac.ma: المؤسسات التعليمية
- org.ma: المنظمات
- gov.ma: الكيانات الحكومية
- press.ma: الصحف والمنشورات
- co.ma: الكيانات الاقتصادية

## معلومات عملية
- إجمالي استضافات النطاق .ma هو: 277,338 (2012).[2]
- إجمالي عدد مستخدمي الإنترنت في المغرب: 19,021,000 (2016).[3]
- إجمالي اتصال ADSL في المغرب: 550,000 (2007).[4]

## نطاق المستوى العلوي الثاني
كانت هيئة الإنترنت للأسماء والأرقام المخصصة آيكان (ICANN) قد وافقت على طلب الوكالة الوطنية لتقنين المواصلات الرامي إلى تدبير ccTLD بالحرف العربي «.المغرب» حيث تم قبول وتسجيل النطاق «.المغرب» إلا أنه لم يتم تفعيله بعد (أبريل 2011) كما أنه لم يتم منحها نطاقات المستوى الأدنى حتى الآن.

## وصلات خارجية
- IANA .ma whois information
- الموقع الرسمي للNIC (تسجيل أسماء النطاقات)
- الموقع الرسمي للوكالة الوطنية لتقنين المواصلات